# Onze-Lieve-Vrouw van Bachte-grot

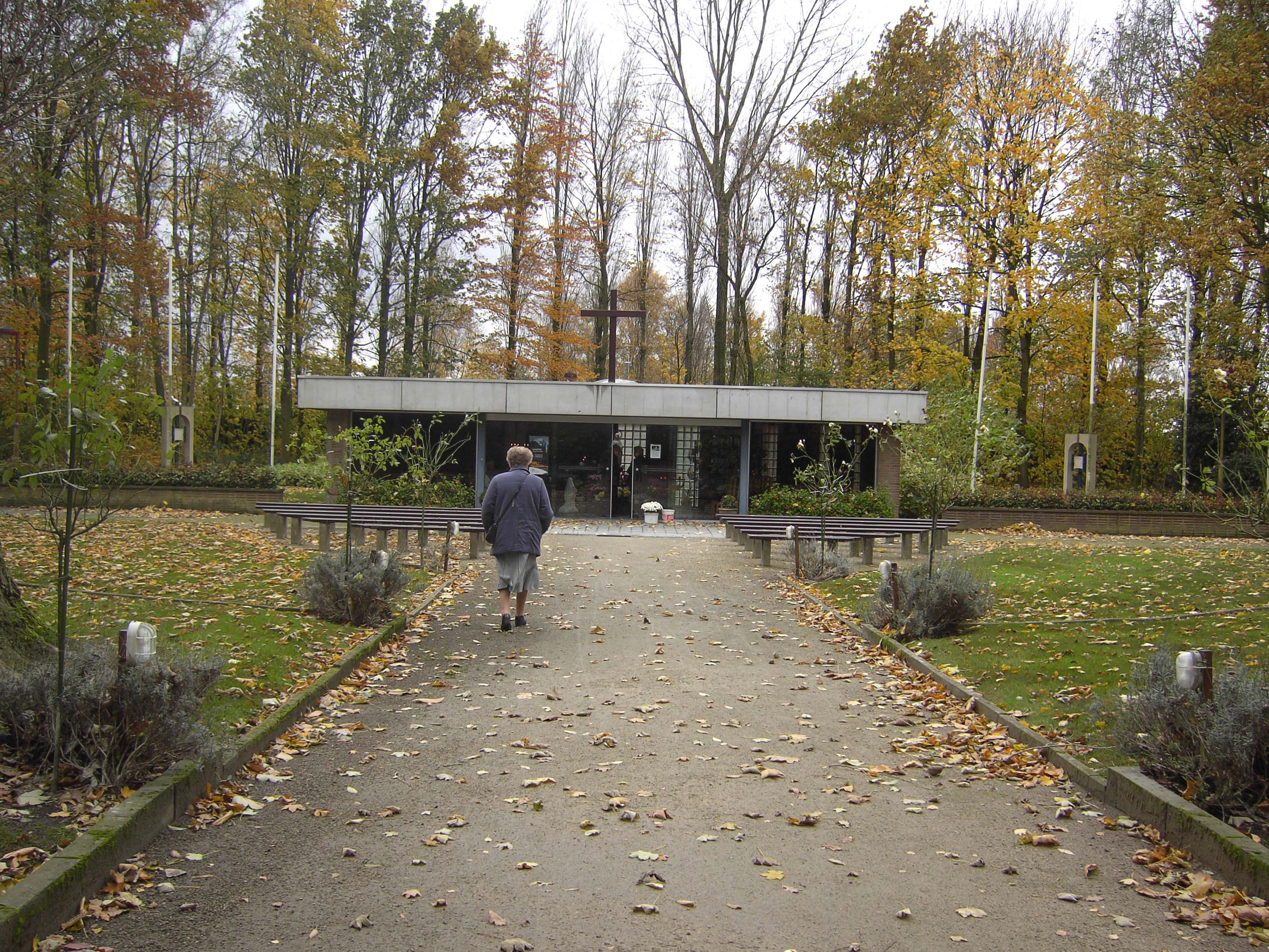
De kapel van Bachte-Grot

De Onze-Lieve-Vrouw van Bachte-grot is een bedevaartsoord in de parochie Bachte in Bachte-Maria-Leerne in de Belgische stad Deinze. De bidplaats is opgedragen aan Onze-Lieve-Vrouw.

## Lourdes
In 1900 bracht een priester een Mariabeeld mee uit Lourdes, wat in 1902 werd in een grot geplaatst en opengesteld voor het publiek. Tijdens de Eerste Wereldoorlog werd dit bedevaartsoord gespaard en uit dankbaarheid werd een kapel gebouwd, die in 1919 werd ingewijd door Emiel-Jan Seghers, de bisschop van Gent
Het bedevaartsoord, dat gelegen was nabij het Schipdonkkanaal, diende in 1977 te verdwijnen voor de aanleg van een bedrijvenzone. Een nieuw onderkomen werd gevonden in de Merelweg, waar in 1990 een nieuwe kapel werd gebouwd. De 14 staties van de kruisweg werden geschonken door de Zusters van Sint-Vincentius uit Deinze. In 1998 kwamen er de 7 staties van Onze-Lieve-Vrouw van Smarten bij.